# Konferenz der Schweizer Denkmalpflegerinnen und Denkmalpfleger
Die Konferenz der Schweizer Denkmalpflegerinnen und Denkmalpfleger (KSD) ist ein Verein zur Interessenvertretung der landesweiten Anliegen der Denkmal- und Ortsbildpflege gegenüber der Öffentlichkeit sowie bei Bund und Kantonen. Die KSD versucht dafür die institutionellen und politischen Rahmenbedingungen zugunsten der Denkmalpflege in der Schweiz zu beeinflussen.
Als Mitglieder werden die Leitenden der kantonalen und kommunalen Denkmalpflegefachstellen der Schweiz und des Fürstentums Liechtenstein aufgenommen, deren Mitgliedschaft spätestens mit dem Ausscheiden aus der Funktion erlischt. Aktuell hat die KSD 34 Mitglieder, die Leiter der kantonalen Fachstellen, die Leiter der Denkmalpflegestellen von sechs Städten sowie den Verantwortlichen für die Baudenkmäler des Bundes. Präsident ist Daniel Schneller, Kantonaler Denkmalpfleger des Kantons Basel-Stadt.
Weitere Ziele sind die Förderung der fachlichen Weiterbildung und die Erarbeitung einheitlicher Grundlagen für die denkmalpflegerische Praxis in Abstimmung mit dem Bundesamt für Kultur beziehungsweise der Eidgenössischen Kommission für Denkmalpflege und der Eidgenössischen Natur- und Heimatschutzkommission.